# Yerres
Yerres (IPA: [jɛʁ] kiejtéseⓘ) település Franciaországban, Essonne megyében. Lakosainak száma 28 349 fő (2022. január 1.). Yerres Limeil-Brévannes, Brunoy, Crosne, Montgeron, Valenton és Villecresnes községekkel határos.
Gustave Caillebotte jómódú apja, az üzletember-bíró Martial Caillebotte birtokot vásárolt 1860-ban Yerres-ben, közel az azonos nevű folyóhoz. Ettől kezdve a család ott töltötte a nyarakat, és ott kezdett el festeni Gustave Caillebotte is. A művész lelkes vízi sportoló volt, és gyakran örökítette meg képein az evezősöket, kajakosokat és vitorlázókat.

## Népesség
A település népessége az elmúlt években az alábbi módon változott:
| Lakosok száma | 28 797 | 28 921 | 29 132 | 29 029 | 29 338 | 29 318 | 29 097 | 28 699 | 28 349 |
|               | 2013   | 2015   | 2016   | 2017   | 2018   | 2019   | 2020   | 2021   | 2022   |